# Grants
Grants is een plaats (city) in de Amerikaanse staat New Mexico, en valt bestuurlijk gezien onder Cibola County.

## Demografie
Bij de volkstelling in 2000 werd het aantal inwoners vastgesteld op 8806.
In 2006 is het aantal inwoners door het United States Census Bureau geschat op 8965, een stijging van 159 (1,8%).

## Geografie
Volgens het United States Census Bureau beslaat de plaats een oppervlakte van
35,4 km², geheel bestaande uit land. Grants ligt op ongeveer 1969 m boven zeeniveau.

## Plaatsen in de nabije omgeving
De onderstaande figuur toont nabijgelegen plaatsen in een straal van 32 km rond Grants.